# IC 2950
IC 2950 — галактика типу Sc (компактна спіральна галактика) у сузір'ї Велика Ведмедиця.
Цей об'єкт міститься в оригінальній редакції індексного каталогу.